# Toni Andújar
Toni Andújar (Barcelona, 3 de maig de 1979) és un productor, guionista i director de cinema català.
Després de llicenciar-se com a director de cinema al Centre d’Estudis Cinematogràfics de Catalunya, debuta com a director, guionista i productor amb els curtmetratges Un amor perfecto (2011) i Un día con Anna (2013).
Més endavant, cofunda amb la seva dona, Carolina Garrido, la productora catalana esdeMangofilms. El seu primer llargmetratge va ser Run Baby Run, estrenat el 2024, on és guionista i director. Es tracta d'un thriller d'acció on una jove sorda de naixement es veu implicada en una persecució per part d’un desconegut. Respecte de la banda sonora de la pel·lícula, compta amb peces del músic sabadellenc Josep Maria Llongueras, conegut com a Llongue, fundador de La Madam. Quant a festivals internacionals, aquesta a va ser selecció oficial als London Director Awards; Prague International Film Awards, Budapest Movie Awards; Kosice International Film Festival i al Salerno Film Festival. Així mateix, també ha estat pel·lícula candidata als Premis Goya i als Premis Gaudí del 2024. Des del 2024, la nord-americana TriCoast Worldwide s'encarrega de la seva distribució internacional.